# Stadskerk van Umeå
De Stadskerk van Umeå (Zweeds: Umeå stads kyrka) is een kerk in Centraal-Umeå, Zweden, tussen Vänortsparken en de noorderoever van de rivier Ume. De kerk is ingewijd in 1894.
De kerk is ontworpen door de stadsarchitect Fredrik Olaus Lindström en is gemaakt van baksteen met een stenen fundering. De kerk is gebouwd tussen 1892 en 1894, en is de derde uit een serie van kerken op dezelfde locatie. Drie restauraties met uitbreidingen hebben het oorspronkelijke aanzicht van de kerk enigszins gewijzigd.

## Geschiedenis

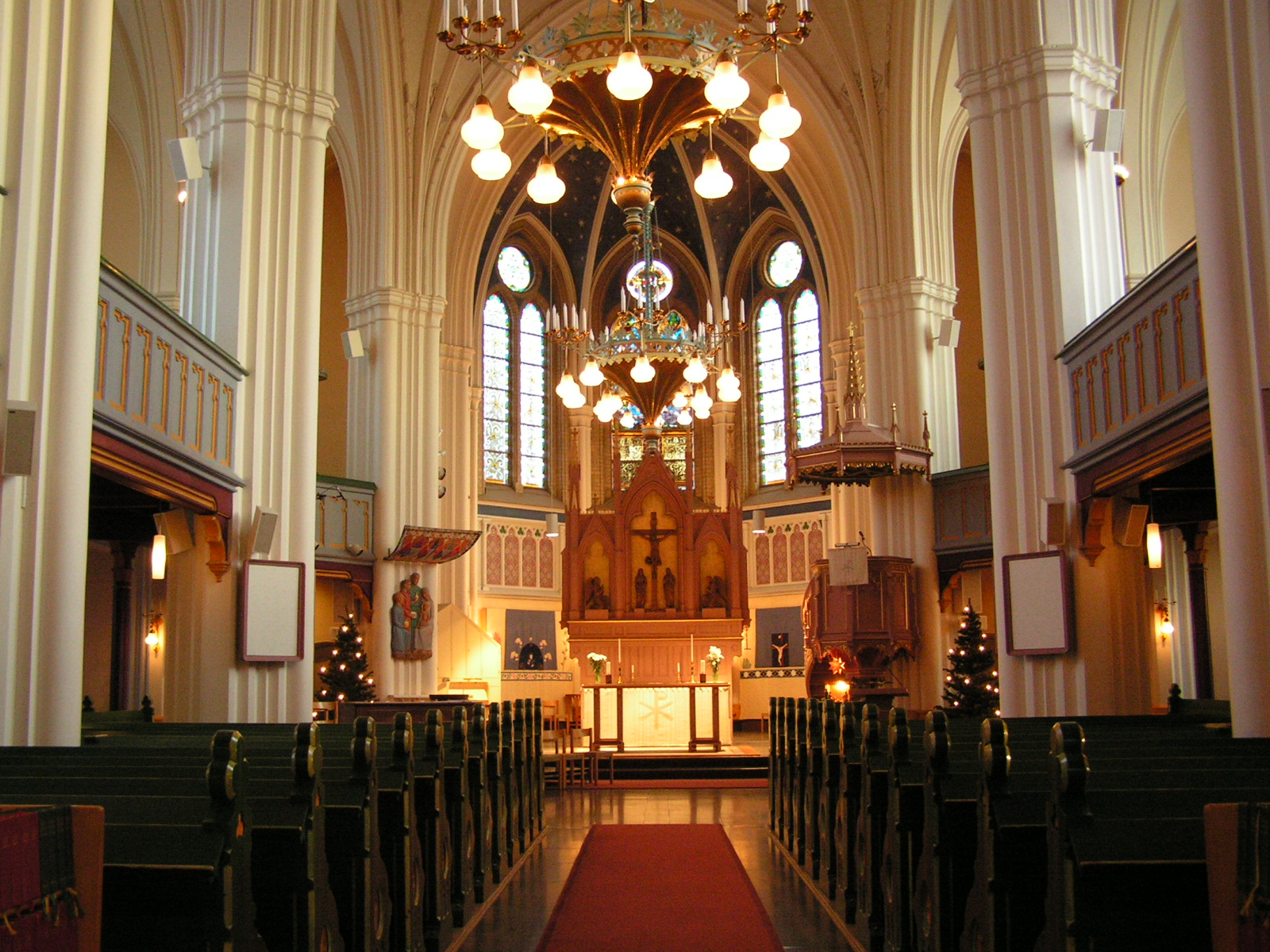
Het altaar in de Stadskerk van Umeå

### Eerste restauratie
In 1929 besloot de kerkraad tot het uit laten voeren van een grootscheepse restauratie van de kerk. Een lekkend dak had de schildering op het plafond aangetast, en maakte samen met andere mankementen een flinke renovatie noodzakelijk; hiervoor werden vooral kleine reparaties uitgevoerd. Er was ook een wens om de architectuur uit de jaren '1890' teniet te doen, de "periode van grootste decadentie uit de architectuurgeschiedenis".
De architect Knut Nordenskjöld kreeg de opdracht om de kerk te inspecteren en suggesties voor de restauratie te doen, wat hij voltooide in 1930. Zijn voorstellen leidden tot uitgebreide discussies, vooral waar het aankwam op het toevoegen van een altaar tussen de pilaren. Op 27 december 1935 besloot de kerkraad uiteindelijk om met de kasteelarchitect in zee te gaan, en zijn voorstel over te nemen. Op 17 januari ving het werk al aan. De orgelgalerij en het koor werden uitgebreid, ventilatiekanalen werden verplaatst, binnendeuren werden aan de hoofdingang toegevoegd, een deel van de vloer werd vervangen door plakken kalksteen en het interieur werd in een zachte witte kleur overgeschilderd.
De kerk werd opnieuw in gebruik genomen op de eerste adventszondag van 1937, waarbij de voorzittend bisschop van de diocese van Luleå, Olof Bergqvist, bij de dienst betrokken was.

### Brug
In 1971 werd besloten dat Östra Kyrkogatan zou worden uitgebreid over de rivier Ume, waarmee de stad een derde brug zou krijgen. Bij de aanvang van de bouwwerkzaamheden, werd een begraafplaats naast de kerk ontdekt. In navolging van de Zweedse monumentenwetgeving (Fornminneslagen) werden de werkzaamheden stilgelegd in de zomer van 1972 tot het gebied was onderzocht door archeologen.
De oorspronkelijke begrenzingen van de begraafplaats waren onbekend, en er was geen register of kaart beschikbaar. De opgraving bracht veertig grafkisten aan het licht, met zo'n zestig skeletten. In het laatste graf werd een leesbare naamplaats aangetroffen waaruit bleek dat het om een familiegraf van de gouverneur Pehr Adam Stromberg ging. Er werden geen grafzerken aangetroffen.
Het wordt aangenomen dat een grafzerk is vernietigd in de brand van 1887, en dat alle documentatie van het familiegraf ook in die brand verloren is gegaan. Nadat alle stoffelijke resten onderzocht waren, werden ze teruggebracht naar de kerk in plastic zakken. De resten zijn, in hun zakken, door de koster op een onbekende en ongedocumenteerde plaats begraven, kort waarna hij overleed.